# My Unmarried Wife
My Unmarried Wife è un film muto del 1918 diretto da George Siegmann. Prodotto e distribuito dalla Bluebird Photoplays, aveva come interpreti principali Carmel Myers e Kenneth Harlan. La sceneggiatura di Doris Schroeder si basa su Molly and I and the Silver Ring, romanzo di Frank Ramsay Adams pubblicato a Boston nel 1915.
Nel 1920, la Fox Film Corporation ne farà un rifacimento dal titolo Molly and I.

## Trama
Phillip Smith, giovane scrittore senza grandi mezzi, resta ferito agli occhi a causa di un'esplosione. Diventato cieco, crede che non potrà mai più recuperare la vista e, disperato, medita il suicidio. Mary Cunningham, l'infermiera dello studio medico che si è innamorata di lui, lo convince a non farlo, proponendogli invece di sposarla perché, in questo modo, se si sposa subito, lei potrà entrare in possesso di una consistente eredità che le permetterà anche di aiutarlo a tentare l'operazione agli occhi. Il contratto è stipulato: il matrimonio sarà solo di convenienza e lei potrà concedergli il divorzio in qualsiasi momento. I due, dopo la cerimonia, si separano e riprendono ognuno la propria strada. Philip, riacquistata la vista, torna a scrivere, diventando un autore di successo. Non ha mai visto la moglie, né gli interessa scoprire come essa sia. La signora Smith, al contrario, non ha perso la speranza di conquistare l'uomo che ama. Presentandosi a casa di lui come Molly, ragazza italiana, ottiene il posto di cuoca e domestica. Philip si dimostra presto interessato alla bella Molly e finisce per innamorarsene. La falsa cuoca, allora, decide che è giunto il momento di rivelargli la sua vera identità.

## Produzione
Il film fu prodotto dalla Bluebird Photoplays.

## Distribuzione

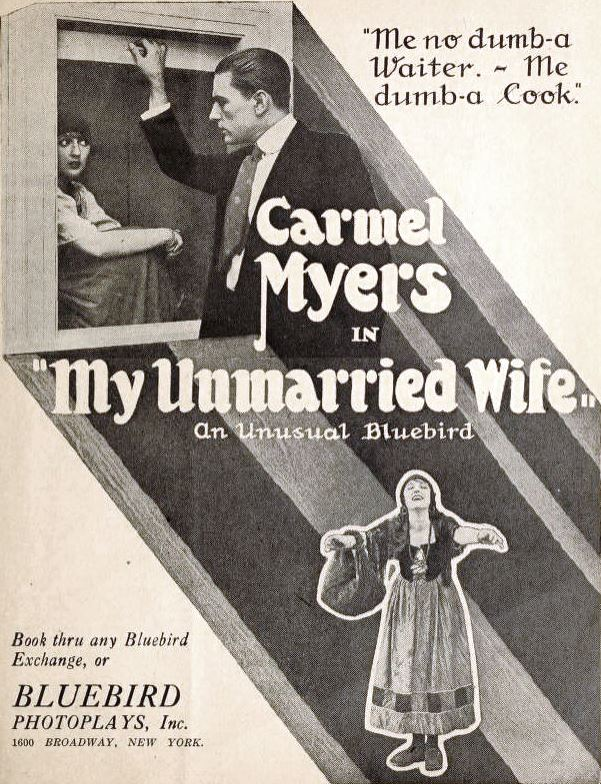
Pubblicità su The Moving Picture Weekly(2 febbraio 1918)

Il copyright del film, richiesto dalla Bluebird Photoplays, Inc. e che riportava come titolo quello di Molly and I, or The Silver Ring, fu registrato il 19 dicembre 1917 con il numero LP11874.

Distribuito dalla Bluebird Photoplays attraverso la Universal Film Manufacturing Company, il film uscì nelle sale statunitensi il 7 gennaio 1918.
Copia completa della pellicola si trova conservata negli archivi del George Eastman House di Rochester.